# Église du Très-Saint-Nom-de-Jésus
 (novembre 2022).
Si vous disposez d'ouvrages ou d'articles de référence ou si vous connaissez des sites web de qualité traitant du thème abordé ici, merci de compléter l'article en donnant les références utiles à sa vérifiabilité et en les liant à la section « Notes et références ».
L'église du Très-Saint-Nom-de-Jésus est une église catholique située au 4215, rue Adam, dans le quartier Maisonneuve de l'arrondissement Mercier–Hochelaga-Maisonneuve à Montréal.

## Historique
Lors de la construction de l'église de la Nativité-de-la-Sainte-Vierge-d'Hochelaga, en 1876, les autorités ecclésiastiques de cette paroisse rêvaient d'en faire une cathédrale et lui donne une taille imposante. Un quart de siècle plus tard, cette vision refait surface quand vient l'heure, au début du XXe siècle, de dessiner les plans d'une église destinée à la population de la nouvelle paroisse Maisonneuve. 
La paroisse commence ses activités le 1er janvier 1889. 
On souhaite faire disparaître rapidement la chapelle temporaire érigée en 1888 et d'ériger une grande cathédrale à sa place. Si l'église du Très-Saint-Nom-de-Jésus ne deviendra jamais une cathédrale; elle en aura la stature avec une superficie de près 5 000 mètres carrés (53 800 pieds carrés) et ses riches décorations. La construction est effectuée selon les plans d'Albert Mesnard et Charles-Aimé Reeves. Elle débute en 1903 et se termine en 1906.

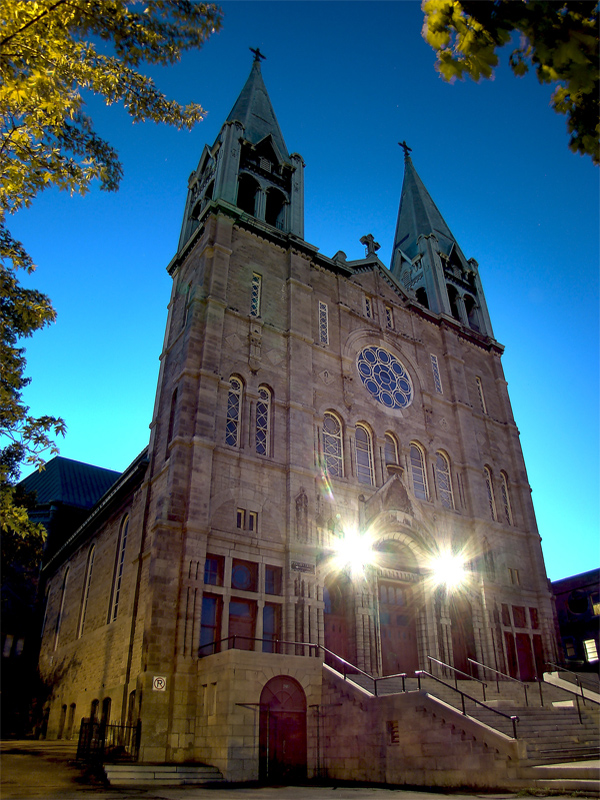
La façade et les deux flèches.

Les travaux ont produit un temple étonnant, de style romano-byzantin, caractérisé par une voûte cintrée bien appuyée sur des colonnes dégagées et des arches latérales semi-circulaires.
Quelques années après la fin de la construction, on en commence la décoration. En 1913, on confie à un peintre québécois du nom de Toussaint-Xénophon Renaud le soin d'orner les voûtes de tableaux appropriés. On ajoute plus tard un tableau représentant La Pentecôte du peintre montréalais Georges Delfosse.
On a doté cette église d'immenses fenêtres afin de les orner de vitraux que l'on commande à un fabricant de Limoges (France). Or, à ce moment, la Première Guerre mondiale vient d'être déclarée et le plomb est réquisitionné en France pour la défense des citoyens. Malgré cet interdit, les magnifiques vitraux sont fabriqués et livrés à Montréal en secret. Cependant, à leur arrivée dans le port, quand on les présentera à la presse, le scandale éclatera de part et d'autre de l'Atlantique!
En 1915, la maison Casavant Frères de Saint-Hyacinthe, y installe un grand orgue de 91 jeux, l’opus 600, un des plus importants au Canada à l'époque.

## Avenir de l'église
Des problèmes liés à la construction de l'église viendront régulièrement causer des soucis importants à la Fabrique. En effet, les fondations sont posées sur un sol instable et on a dû, déjà dans les années 1970, consolider la structure à l'aide de solides câbles d'acier qui se croisent au-dessus du transept.
L'archidiocèse de Montréal se déclarant incapable de soutenir dorénavant les coûts d'entretien, l'église ferme au culte en juin 2009. À la fin 2009, l'église était toujours la propriété de l'archidiocèse de Montréal qui travaille à lui donner une deuxième vocation.
Depuis, l’église a été complètement fermée à la suite du rapport que l’ingénieur en structure, François Goulet, a préparé pour le comité de sauvegarde en novembre 2009. Ce rapport a été confirmé par le Service des incendies de Montréal qui a déclaré le bâtiment dangereux le 9 septembre 2010. 
Les travaux trop imposants pour sa rénovation seraient la cause principale de cette décision. En effet, on évaluait en 2009 qu'au moins trois millions de dollars seraient nécessaires pour sécuriser l'enveloppe de l'église construite, solidifier ses fondations fragiles et stopper la dégradation du bâtiment. Une somme dont la paroisse ne disposait pas.
L'archevêché de Montréal propose, fin septembre 2010, de faire don de l'orgue à une église du Québec à condition que le gouvernement participe aux frais considérables (700 000 $) du démantèlement de l'instrument, de son transport et de sa réinstallation.
Le 14 janvier 2014, un article fait état d'un revirement de situation. L'église du Très-Saint-Nom-de-Jésus pourrait rouvrir ses portes à ses fidèles dès le printemps. Mgr Lépine, archevêque de Montréal, « a imposé un moratoire en septembre 2012 arrêtant la vente et la conversion d’églises sur le territoire montréalais. Cette initiative [avait] pour but de maintenir des lieux de culte dans chaque quartier de la métropole, d’où le souhait de rouvrir les portes de l’église Très-Saint-Nom-de-Jésus aux croyants. » À la suite de travaux de restauration commencés à l'automne 2013 l'église est ouverte au culte et la première messe est célébrée le 24 décembre 2014 à 20 h, d'autres travaux sont toujours à faire. 

## L'orgue
L’orgue de l’église de Très-Saint-Nom-de-Jésus, construit par Casavant Frères, représentait, au moment de sa construction, en 1915, le sixième orgue en importance en Amérique du Nord et le premier de Montréal. Il se classe encore aujourd’hui parmi les instruments les plus importants.
Au niveau sonore, cet orgue est représentatif des grands instruments construits par la maison Casavant à cette époque, d’abord tributaire de l’esthétique symphonique française du XIXe siècle, chère aux frères Casavant, mais également marqué par l’esthétique anglo-américaine alors en vogue, avec laquelle le facteur doit composer. Quant au magnifique buffet de cet orgue, il a été dessiné par l’architecte Joseph H. Caron et réalisé par la compagnie Louis Caron & fils, de Nicolet. Il a été peint sur place sous la direction de Toussaint-Xénophon Renaud, maître d’œuvre de la décoration de l'église.
En 1986, la maison Casavant a entrepris la restauration complète de l’orgue, importants travaux qui vont s'échelonner jusqu'en 1999, incluant l’orgue de chœur. Tout en reconnaissant l’intérêt historique et tonal de l’instrument, il a été souhaité que les travaux confirment l’esthétique symphonique française de l’orgue (au détriment de son esthétique originale anglo-américaine), et que les techniques d’harmonisation employées suivent les principes des premiers instruments du célèbre facteur français Aristide Cavaillé-Coll.
Des organistes comme Orpha-F. Deveaux, Christopher Jackson, Sylvie Poirier, Régis Rousseau, Jason Biel (2015 - 2019), et Alexander Straus-Fausto (2019-2022) ont été organistes dans cette paroisse.
En 2019, la paroisse reçoit un montant subventionnés de 105 000$ du Conseil du Patrimoine religieux du Québec ete ministère de la Culture et des Communications pour la réfection de l'orgue. Un montant de plus a dû être ajouté par des dons privés et par des levées de fonds pour remplir ce contrat. Trois compagnies ont soumissionné pour ce contrat et Casavant Frères a été engagé. Les travaux ne s'accomplissent pas avant janvier 2020. 
La paroisse forme en 2019 un organisme culturel destiné à l'entretien de l'orgue, la Société des Orgues de Maisonneuve (SOM), composée et fondée de M. Paul Cadrin (marguillier), Geneviève Soly (paroissienne), Robert Petrelli (marguillier), Jean-François Downing, Dominique Lalonde (paroissien), Peter Binsse et plusieurs membres connues dans l'industrie incluant le curé, Abbé Robert Allard ainsi que l'organiste titulaire de l'église, Jason Biel.  Madame Jenny DuHaime, la coordonnatrice des activités culturelles et de l'immobilier de l'église sera appelée de temps à autre pour collaborer aux activités de la SOM et d'être à la charge des communications sur les réseaux sociaux ainsi que la création du logo.
| En 2007 | En 2023 |
| ------- | ------- |
|         |         |

## Galerie

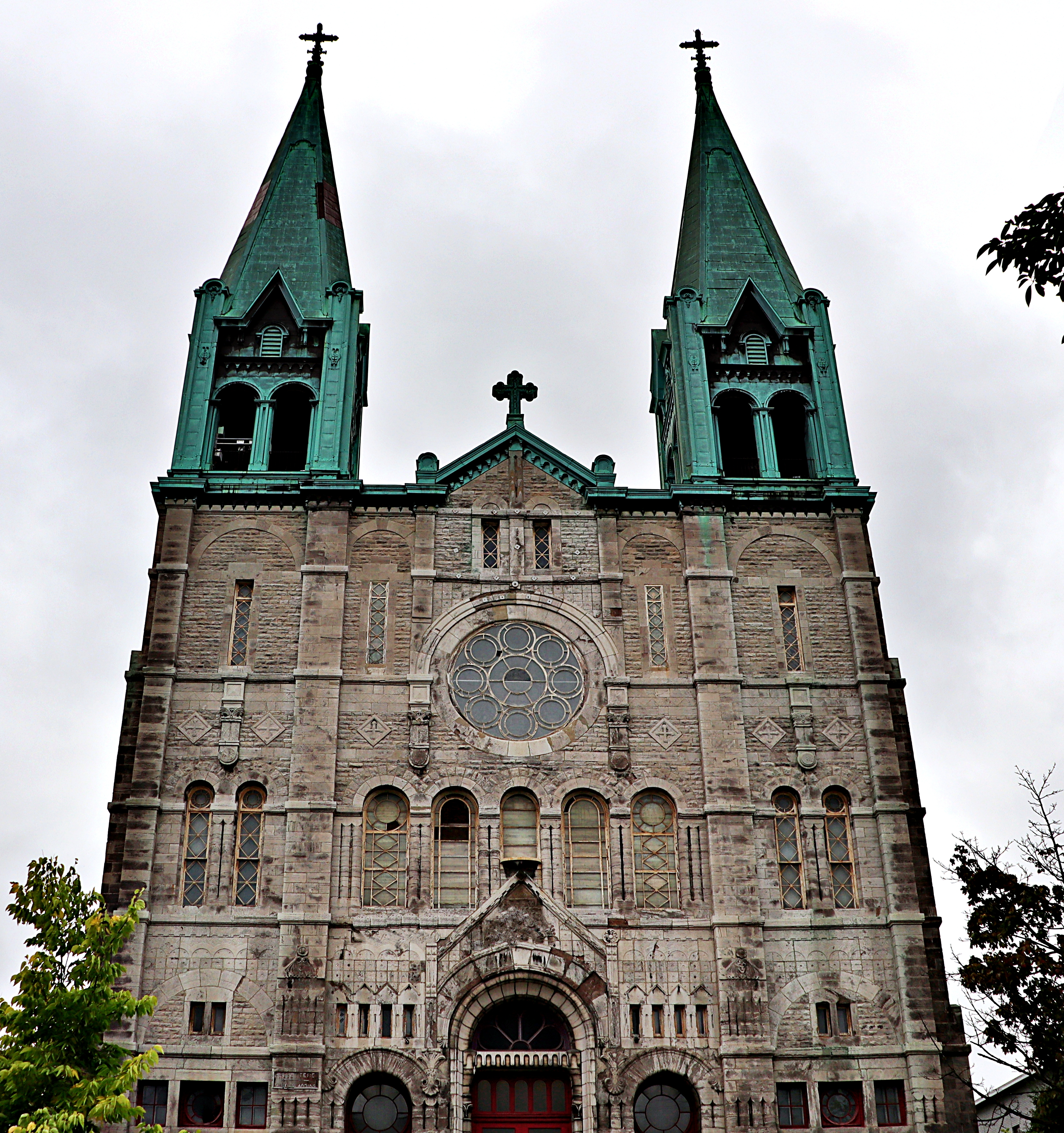
Façade
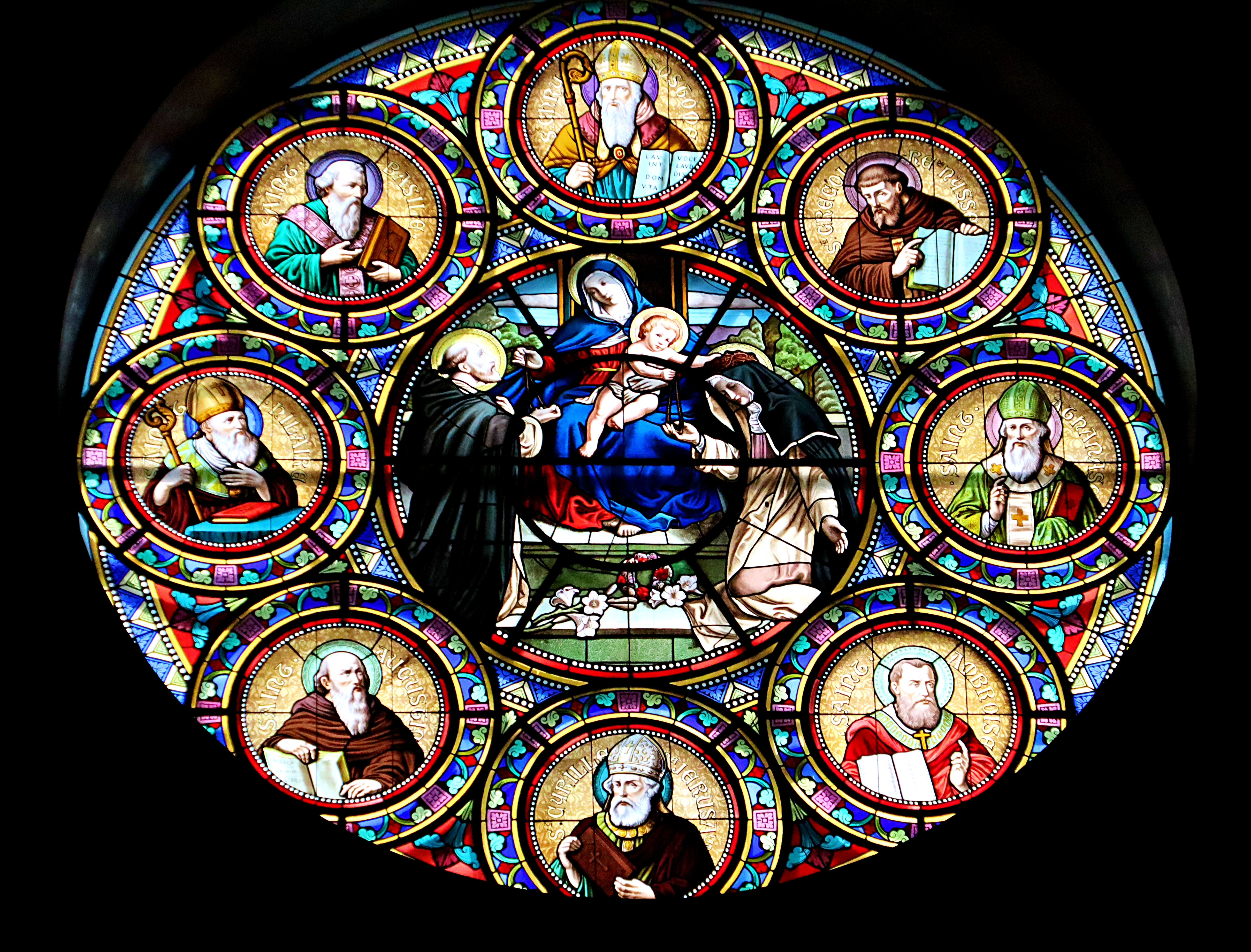
Vitrail
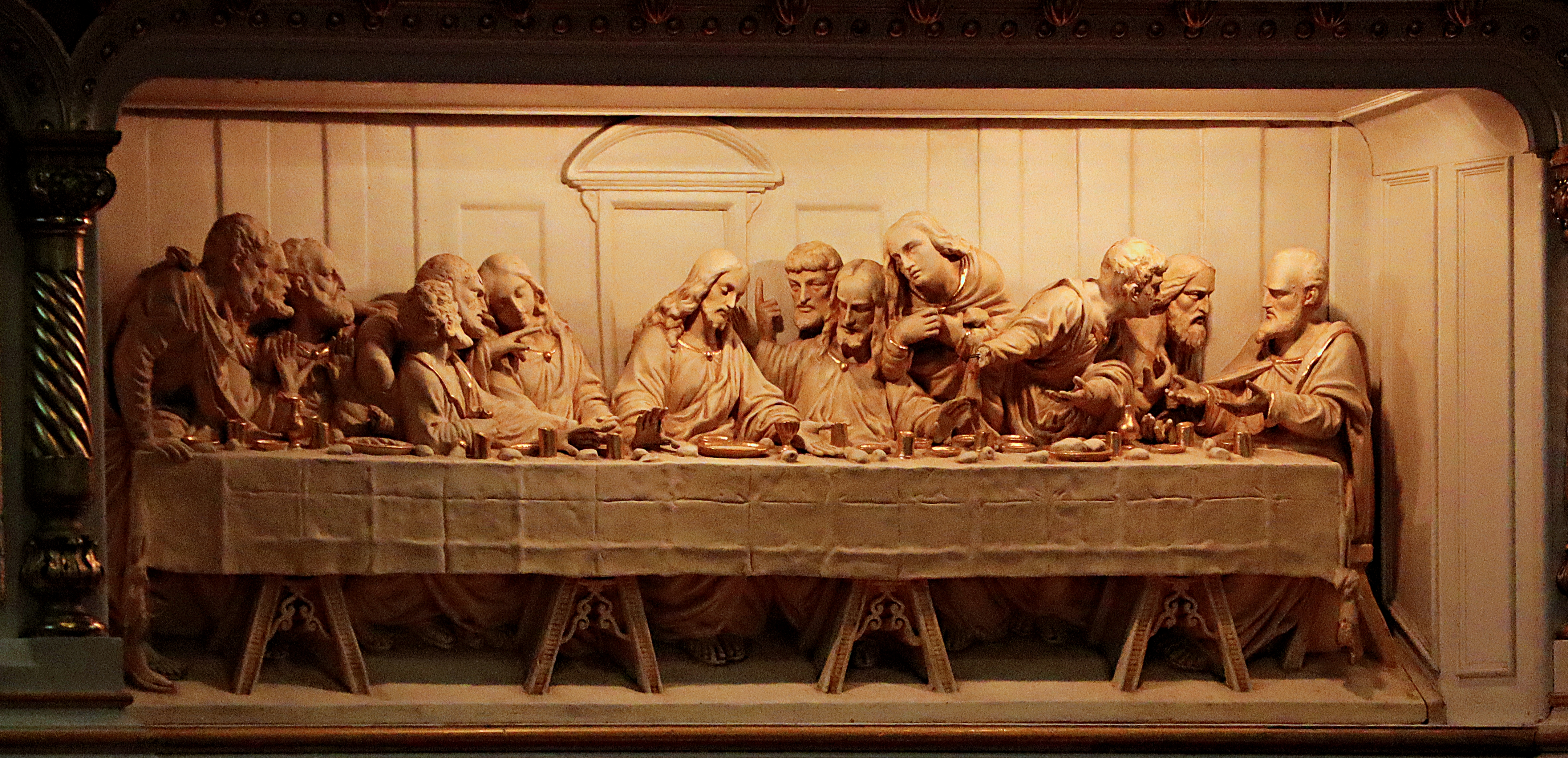
La Cène du maître-autel
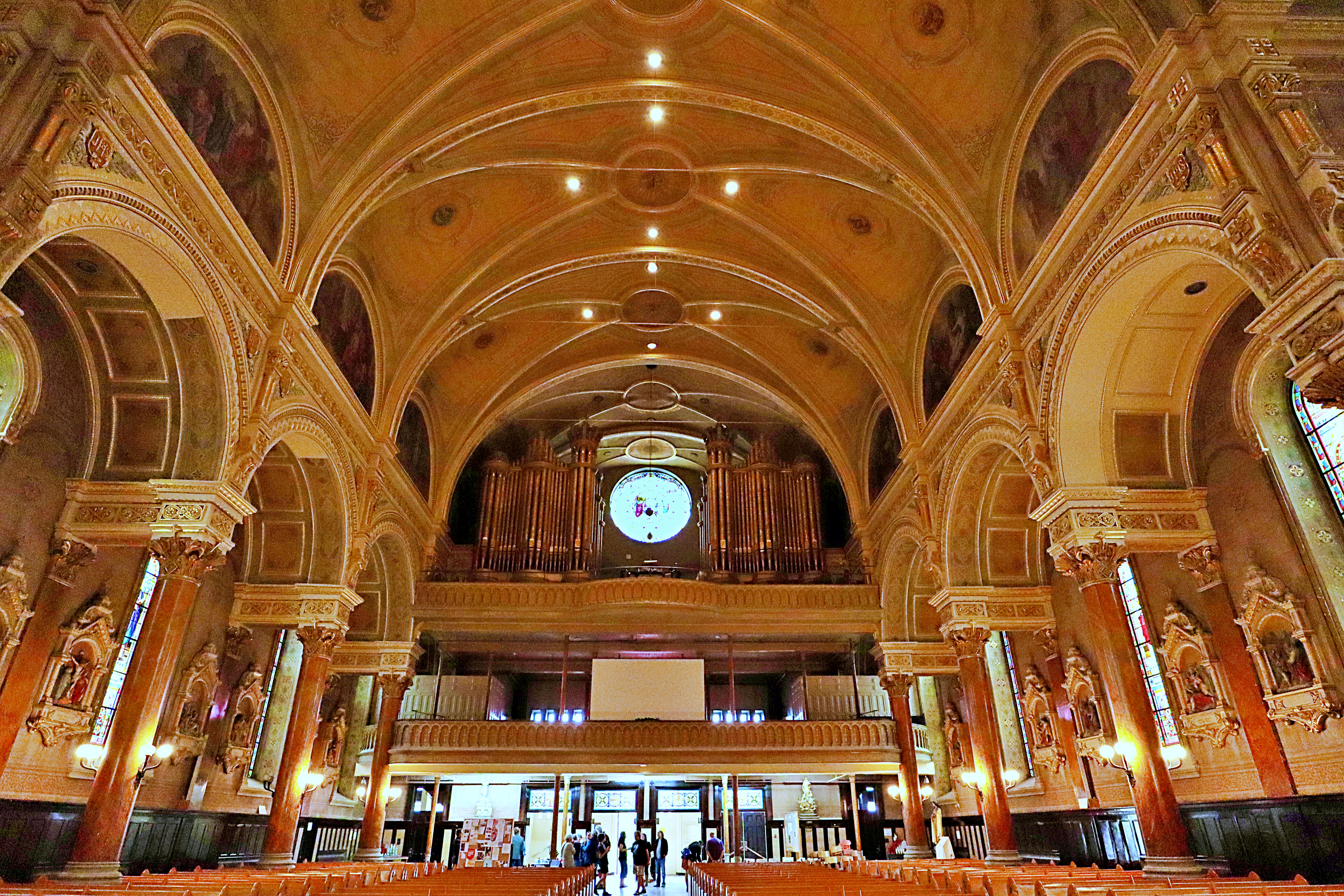
Arrière

## Sources
- Site web Arrondissement.com
- Orgues du Québec